# Trickfilmzeit mit Adelheid
Die Trickfilmzeit mit Adelheid war eine Kindersendung im Zweiten Deutschen Fernsehen der 1970er Jahre. Zeichentrickfilme wie zum Beispiel Mister Magoo hatten im Rahmen der Sendung ihre deutsche Erstaufführung. Bekannte Filme der Reihe waren Mister Magoo, Mäusejagd und Katzenjammer, die C. Aubrey Smith-Parodie Commander Mc. Bragg, Dudley Do-Right, Duo mit Frosch und Rocky & Bullwinkle. Präsentiert wurden die kurzen Filme von der „schönen Adelheid“, einem grünen Känguru mit einem Filmprojektor, gesprochen von der Schauspielerin Monika John.
Die 88 Folgen wurden wöchentlich ausgestrahlt. Der Erfolg der Sendung zog in Deutschland auch zwei Langspielplatten gleichen Titels nach sich.